# Linh dương bụi rậm
Linh dương bụi rậm (danh pháp hai phần: Tragelaphus sylvaticus) là một loài động vật có vú trong họ Bovidae, bộ Artiodactyla. Loài này được Pallas mô tả năm 1766. Đây là loài linh dương phân bố rộng rãi nhất ở châu Phi hạ Sahara. Loài này được tìm thấy ở rừng mưa, rừng núi cao, khảm rừng thảo nguyên và rừng cây bụi và cây gỗ. Gần đây, các nghiên cứu di truyền đã cho thấy rằng loài linh dương này, trên thực tế là một phức hợp hai loài khác biệt về địa lý và kiểu hình. Loài linh dương bụi rậm hạ Sahara là loài được thợ săn thể thao coi là linh dương có kích thước trung bình nguy hiểm nhất, vì nó sẽ ẩn trong các bụi cây sau khi bị thương và rượt đuổi thợ săn khi thợ săn tìm kiếm nó, và có khi húc thợ săn bằng cặp sừng sắc nhọn của nó.